# Paolo e Francesca da Rimini
Paolo e Francesca da Rimini (Paolo and Francesca da Rimini) è un acquerello dell'artista inglese Dante Gabriel Rossetti, realizzato nel 1855 e oggi conservato al Tate Britain di Londra.

## Storia
Il pittore nacque come Charles Gabriel Dante Rossetti, ma la sua ammirazione per il sommo poeta fiorentino lo spinse a cambiarlo in Dante Gabriel Rossetti, e con fu questo nome che egli firmò tutte le sue opere. Egli realizzò questo piccolo trittico ad acquerello in stile medievalizzante basandosi sul quinto canto dell'Inferno dantesco. Non ne venne mai realizzata una versione a olio, anche se in origine era quella l'idea (e i due amanti che si baciavano dovevano stare nel mezzo). Anche se l'artista aveva abbozzato il soggetto per molti anni, per completare l'acquerello gli ci volle solo una settimana. L'acquirente fu il critico d'arte e scrittore John Ruskin, che comprò l'acquerello per 35 ghinee e lo offrì a Miss Heaton assieme al disegno Rachele e Lia.

## Descrizione
Francesca da Rimini era la cognata di Paolo Malatesta ed entrambi erano sposati, ma i due si innamorarono e furono uccisi dal marito di lei, Gianciotto Malatesta. La storia tragica del loro adulterio venne raccontata da Dante nel quinto canto della prima cantica della Divina Commedia, cioè l'Inferno, e divenne un soggetto popolare tra gli artisti e gli scultori vittoriani, soprattutto i seguaci dei preraffaelliti, e tra gli scrittori.
Il trittico presenta varie iscrizioni tratte dal quinto canto, così che Rossetti dia vita alla storia attraverso delle citazioni importanti in lingua originale, l'italiano, attorno ai bordi della composizione. Le sue tre parti vanno lette da sinistra verso destra. Il pannello di sinistra raffigura il bacio adultero che condanna i due amanti: rimanendo fedele al poema dantesco, Rossetti li raffigurò davanti a una finestra mentre leggono un libro sul cavaliere arturiano Sir Lancillotto, il quale aveva sofferto anche lui per il suo amore proibito (egli può essere visto nella pagina aperta nel libro e, come Paolo, indossa degli abiti rossi e blu). La scena illustra le linee seguenti del testo dantesco:
di Lancialotto come amor lo strinse;
soli eravamo e sanza alcun sospetto.
(...) Questi, che mai da me non fia diviso,
la bocca mi basciò tutto tremante.»
(Inferno, canto V, vv. 127-129; 135-136)
Il pannello centrale raffigura i due eroi letterari di Rossetti coronati con l'alloro: sono il poeta romano Virgilio e Dante stesso, che guardano con preoccupazione i due amanti situati nel pannello di destra, che sembrano fluttuare come degli spettri l'uno nelle braccia dell'altro, tra le fiamme dell'inferno. Essendo stato scoperto il loro adulterio, i due furono uccisi dal fratello di Paolo, Giovanni Malatesta, detto Gianciotto, e vennero puniti nel secondo cerchio dell'inferno.
Nell'ultimo pannello del trittico, gli amanti sono trasportati violentemente dal vento, come ben descrivono i seguenti versi tratti dal testo dantesco:
mena li spirti con la sua rapina;
voltando e percotendo li molesta.»
(Inferno, canto V, vv. 31-33)